# Cronhielm
Cronhielm (även Cronhjelm) är en svensk och finländsk adelsätt från Sachsen, delad i flera grenar. Släkten hette tidigare Krumbygel (Crumbügel, Krumbiegel eller Crumbygel).

## Friherrliga ätten Cronhielm
Ättens stamfader är Christofer Crumbügel som var död senast 1640 och var landsdomare i Dippoldiswalde, Sachsen. Med sin hustru Regina Cammerath fick han sonen Polycarpus som kom till Sverige på 1640-talet, eftersom hans styvfar Ewald Wolff var köksmästare hos drottning Kristina. Efter en karriär vid drottningens hov adlades han med namnet Cronhielm 18 september 1675, och introducerades vid Riddarhuset samma vecka. 1691 erhöll han friherrlig värdighet och introducerades som sådan två år senare på nr 94. Denne Polycarpus Cronhielm var landshövding i Västmanlands län.
Med sin hustru Hebbla Standorph från Danzig fick han sönerna Gustaf Cronhielm och Salomon Cronhielm. De kom att uppflyttas i högre klasser. Den friherrliga ätten fortlevde med deras äldre bror, assessorn Jacob Cronhielm som var gift med Sigrid Christina Klingstedt, vars mor tillhörde ätten Ulfvenklou; deras ena dotter gifte sig med sin kusin och kom att bli stammoder till den grevliga ätten Cronhielm af Hakunge. Den friherrliga grenen utslocknade år 1843 på svärdssidan.

## Cronhielm af Flosta
Gustaf Cronhielm, som blev landshövding, riksråd och kanslipresident, erhöll 1712 grevlig värdighet med namnet Cronhielm af Flosta, nr 55; grenen introducerades 1719. Greve Cronhielms ätt fortlevde med barn från hans första äktenskap, med grevinnan Maria Wallenstedt, dotter till Lars Wallenstedt och Maria Uttermarck, och härstammande från Bureätten. Deras äldsta dotter Hedvig Charlotta var gift med friherre Axel Julius Coijet; två döttrar gifte sig med varsin friherre Macklean varav en blev mor till Rutger Macklean.
Från denna gren kom författarinnan Pauline Cronhielm Westdahl. Ätten utslocknade helt år 1904 med godsägaren Carl Cronhielm. Från Gustaf Cronhielms dotter Maria Christina härstammar en månghövdad skara nu levande ättlingar inom släkterna Palme, Lagercrantz med flera.

## Cronhielm af Hakunge
Landshövdingen och riksrådet Salomon Cronhielm fick grevlig värdighet 1719 med namnet Cronhielm af Hakunge, och introducerades året därefter med nr 69. Han var gift med friherrinnan Charlotta Sparre, dotter till Axel Carlsson Sparre och dotterdotter till Erik Stenbock. Från dem fortlevde ätten genom sonen Axel Cronhielm, överste i sachsisk tjänst. Dennes hustru var en kusin av den friherrliga ätten Cronhielm nr 94.
Ätten immatrikulerades även på Finlands Riddarhus under den ryska tiden, där den utslocknade 1993 på spinnsidan.
Till denna gren hör Otto August Cronhielm, en berömd riksdagsman och liberal politiker, grundare av Grekvännernas sällskap, Polycarpus Salomon Eric Cronhielm och Charlotta Berger.

## Personer med efternamnet Cronhielm
- Carl Detlof Cronhielm (1781–1844), militär
- Charlotta Berger, född Cronhielm (1784–1852), författare och sångtextförfattare
- Gustaf Cronhielm (militär) (1741–1793), militär
- Gustaf Cronhielm (1664–1737), ämbetsman  kanslipresident och riksråd
- Johan Cronhielm (1707–1782),  militär och ämbetsman
- Lars Cronhielm (1698–1755), lagman
- Otto August Cronhielm (1800–1834), politiker
- Pauline Westdahl, född Cronhielm (1810–1877), författare och väckelsepionjär
- Polycarpus Salomon Eric Cronhielm (1756–1799), militär
- Polykarpus Cronhielm (1629–1698), ståthållare och landshövding
- Polykarpus Erik Cronhielm (1797–1855), militär
- Salomon Cronhielm af Hakunge (1666–1724), riksråd